# パトリック・タバック
パトリック・"パット"・タバック（Patrick "Pat" Tubach）は、視覚効果スーパーバイザーである。1996年にシネサイトのロサンゼルス支部でキャリアを始め、1999年からはインダストリアル・ライト&マジックで働いている。アカデミー賞視覚効果賞には4度ノミネートされている。

## 受賞とノミネート
| 賞               | 年   | 部門           | 作品名                                    | 結果       |
| ---------------- | ---- | -------------- | ----------------------------------------- | ---------- |
| アカデミー賞     | 2013 | 視覚効果賞     | スター・トレック イントゥ・ダークネス     | ノミネート |
| アカデミー賞     | 2015 | 視覚効果賞     | スター・ウォーズ/フォースの覚醒           | ノミネート |
| アカデミー賞     | 2018 | 視覚効果賞     | ハン・ソロ/スター・ウォーズ・ストーリー   | ノミネート |
| アカデミー賞     | 2019 | 視覚効果賞     | スター・ウォーズ/スカイウォーカーの夜明け | ノミネート |
| 英国アカデミー賞 | 2013 | 特殊視覚効果賞 | スター・トレック イントゥ・ダークネス     | ノミネート |